# Toundra
Toundra és una banda de rock instrumental formada el 2007 a Madrid, per Esteban Jiménez Girón (guitarra), Alberto Tocados (baix), David López «Macón» (guitarra) i Álex Pérez (bateria). Fins avui ha publicat sis àlbums d'estudi, un altre amb col·laboració amb Niño de Elche, sota el pseudònim d'Exquirla i una banda sonora composta per al clàssic de l'expressionisme alemany Das Cabinet des Dr. Caligari.

## Trajectòria
Toundra es va formar l'any 2007 a Madrid, per quatre amics procedents de l'escena post-hardcore: Víctor Garcia, Alberto Tocados, Guillermo «Chucky» i Esteban Jiménez. Van publicar el seu primer EP el desembre de 2007, que seria la base del seu primer àlbum d'estudi publicat sota el nom de (I) i distribuït per Astoria Records. Mesos després s'incorporà a la banda Álex Pérez, substituint a Guillermo, i el grup tornà a publicar (I) amb una nova portada i un nou tema: «Génesis».
El 2009 fitxaren pel segell Aloud Music, on editaren el seu segon treball amb el títol de (II) el maig de 2010. La política de lliure descàrrega de la discogràfica va provocar un increment de seguidors del grup dins de l'escena underground, i la participació al festival Primavera Sound del mateix any els va donar a conèixer a nivell internacional. Després de l'èxit de (II) es van embarcar en una gira que es va estendre fins al 2011, any en què tornaren a participar al Primavera Sound, així com en altres festivals de renom, com el Dcode Festival de Madrid o el Resurrection Fest de Viveiro.
El setembre de 2012 publicaren el seu tercer àlbum d'estudi (III), de nou amb bones vendes en el circuit alternatiu europeu. Després de la publicació d'aquest treball, Toundra va actuar en festivals com el Festival Internacional de Benicàssim, el Primavera Sound de 2013, o el Resurrection Fest. El juny de 2013, el guitarrista Víctor García va decidir abandonar el grup i va ser substituït pel guitarrista David López.
L'any 2017, Toundra s'associà amb el cantant Niño de Elche per a formar Exquirla, un projecte de col·laboració amb el qual publicaren Para los que aún viven, inspirat en el llibre La marcha de 150.000.000, del poeta valencià Enrique Falcón. L'abril de 2018 el grup presentà el seu cinquè àlbum, Vortex, on no hi ha una línia temàtica com és habitual en altres àlbums del grup, i iniciaren una nova gira per Europa.
El 2019, el grup fou convidat a tocar en directe durant la projecció d'una pel·lícula muda, al Café Kino, una cafeteria-cinema de Lavapiés. En lloc d'improvisar o tocar temes antics, Toundra decidí compondre una banda sonora per a les imatges, en sincronització amb la pel·lícula. D'aquesta experiència sorgí l'àlbum Das Cabinet des Dr. Caligari, publicat en 2020.

## Estil musical
La música de Toundra s'engloba dins del post-rock de caràcter instrumental, amb semblança a bandes com Isis, Explosions in the Sky i Mogwai, encara que en diverses ocasions el grup ha aclarit que no es classifiquen estrictament dins d'aquest gènere. El guitarrista Víctor García ha citat com a influències a grups com ara Mogwai, Pelican i Russian Circles.

## Discografia

### Àlbums
- Toundra / (I) (2008, Astoria Records)
- (II) (2010, Aloud Music, Astoria Records)
- (III) (2012, Aloud Music)
- (I) (2013, Astoria Records; remasterització del primer àlbum amb nova portada i un nou tema)
- (IV) (2015, Superball Music)
- Vortex (2018, Inside Out Music)
- Das Cabinet des Dr. Caligari (2020, Inside Out Music, Sony Music)
- Hex (2022)[12]

### Altres
- Nordeste (2009, Astoria Records, Nooirax Producciones, Odio Sonoro; compartit amb Hand of Fatima)
- Para los que aún viven (2017, Superball Music; sota el pseudònim d'Exquirla i en col·laboració amb el Niño de Elche)
- Cobra (2018, Inside Out Music; senzill)
- I. Akt (Edit) (2019, BMG Rights Management and Administration; senzill)
- II. Akt (Edit) (2020, BMG Rights Management and Administration; senzill)
- III. Akt (Edit) (2020, BMG Rights Management and Administration; senzill)